# Gaultheria procumbens
Gaultheria procumbens (Гаультерія лежача) — рослина з родини вересові, вид роду гаультерія, що має домівку в лісах Північної Америки і культивується в інших регіонах світу.

## Біологічний опис
Невеликий вічнозелений чагарник заввишки 10-15 см. Листя овальні або еліптичні 2-5 см завдовжки і 1-2 см завширшки, з характерним запахом. Квітки білі дзвоноподібні до 5 мм завдовжки. Плід — яскраво-червона ягода , 6-9 мм в діаметрі.
Після ферментації з цілої рослини виходить до 1,5 % ефірної олії.

## Хімічний склад
Ефірна олія на 90-99 % складається з метилсаліцилату. Листя рослини містять арбутин (до 4 %) і дубильні речовини (до 6 %).

## Використання
Ефірна олія, у формі мазей, застосовується зовнішньо при гострому суглобовому ревматизмі. Також має сильну інгібіторну дією на спонтанні пухлини.

## Ресурси Інтернету
- Канадський чай / / Енциклопедичний словник Брокгауза і Ефрона: В 86 томах (82 т. і 4 дод.) . — СПб. , 1890—1907 .(рос.)
- Гаультерія лежача: інформація на сайті «GRIN» [Архівовано 8 січня 2014 у Wayback Machine.] (англ.)